# Туба-Сіті
Туба-Сіті (англ. Tuba City) — переписна місцевість (CDP) в США, в окрузі Коконіно штату Аризона. Населення — 8072 особи (2020).

## Географія
Туба-Сіті розташована за координатами 36°7′30″ пн. ш. 111°14′48″ зх. д. / 36.12500° пн. ш. 111.24667° зх. д. (36.125013, -111.246742).  За даними Бюро перепису населення США в 2010 році переписна місцевість мала площу 23,24 км², уся площа — суходіл.

### Клімат
| Клімат : Туба-Сіті      | Клімат : Туба-Сіті | Клімат : Туба-Сіті | Клімат : Туба-Сіті | Клімат : Туба-Сіті | Клімат : Туба-Сіті | Клімат : Туба-Сіті | Клімат : Туба-Сіті | Клімат : Туба-Сіті | Клімат : Туба-Сіті | Клімат : Туба-Сіті | Клімат : Туба-Сіті | Клімат : Туба-Сіті | Клімат : Туба-Сіті |
| Показник                | Січ.               | Лют.               | Бер.               | Квіт.              | Трав.              | Черв.              | Лип.               | Серп.              | Вер.               | Жовт.              | Лист.              | Груд.              | Рік                |
| Абсолютний максимум, °C | 24,4               | 24,4               | 28,9               | 34,4               | 37,8               | 43,3               | 43,3               | 42,2               | 39,4               | 33,3               | 26,7               | 21,7               | 43,3               |
| Середній максимум, °C   | 7,4                | 11,7               | 15,6               | 20,2               | 25,4               | 31,6               | 34,1               | 32,6               | 28,6               | 22,2               | 13,5               | 7,8                | 20,9               |
| Середня температура, °C | 1,0                | 4,3                | 7,9                | 11,8               | 16,9               | 22,3               | 25,6               | 24,3               | 20,1               | 13,6               | 6,2                | 1,0                | 12,9               |
| Середній мінімум, °C    | −5,4               | −3,1               | 0,1                | 3,3                | 8,4                | 13,1               | 16,9               | 16,1               | 11,7               | 4,9                | −1,1               | −5,8               | 4,9                |
| Абсолютний мінімум, °C  | −26,1              | −22,8              | −15                | −10,6              | −12,2              | −1,1               | 1,1                | 4,4                | −6,7               | −11,7              | −20                | −25                | −26,1              |
| Норма опадів, мм        | 14                 | 13                 | 15                 | 7                  | 8                  | 4                  | 17                 | 18                 | 25                 | 22                 | 11                 | 8                  | 162                |
| Днів з опадами          | 4,2                | 3,6                | 5,3                | 2,3                | 3,2                | 2,3                | 6,3                | 6,8                | 4,7                | 4,1                | 3,1                | 3,6                | 49,5               |
| Днів зі снігом          | 0,6                | 0,4                | 0,1                | 0,0                | 0,0                | 0,0                | 0,0                | 0,0                | 0,0                | 0,0                | 0,0                | 0,0                | 1,1                |
| ----------------------- | ------------------ | ------------------ | ------------------ | ------------------ | ------------------ | ------------------ | ------------------ | ------------------ | ------------------ | ------------------ | ------------------ | ------------------ | ------------------ |
| Джерело:                |                    |                    |                    |                    |                    |                    |                    |                    |                    |                    |                    |                    |                    |

## Демографія

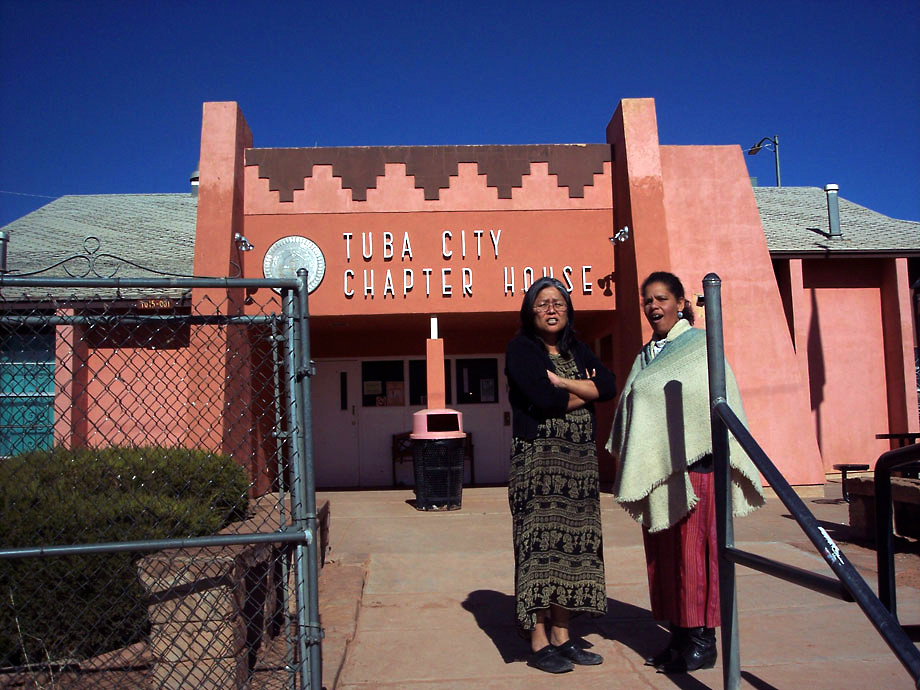
Будинок вождя племені Навахо

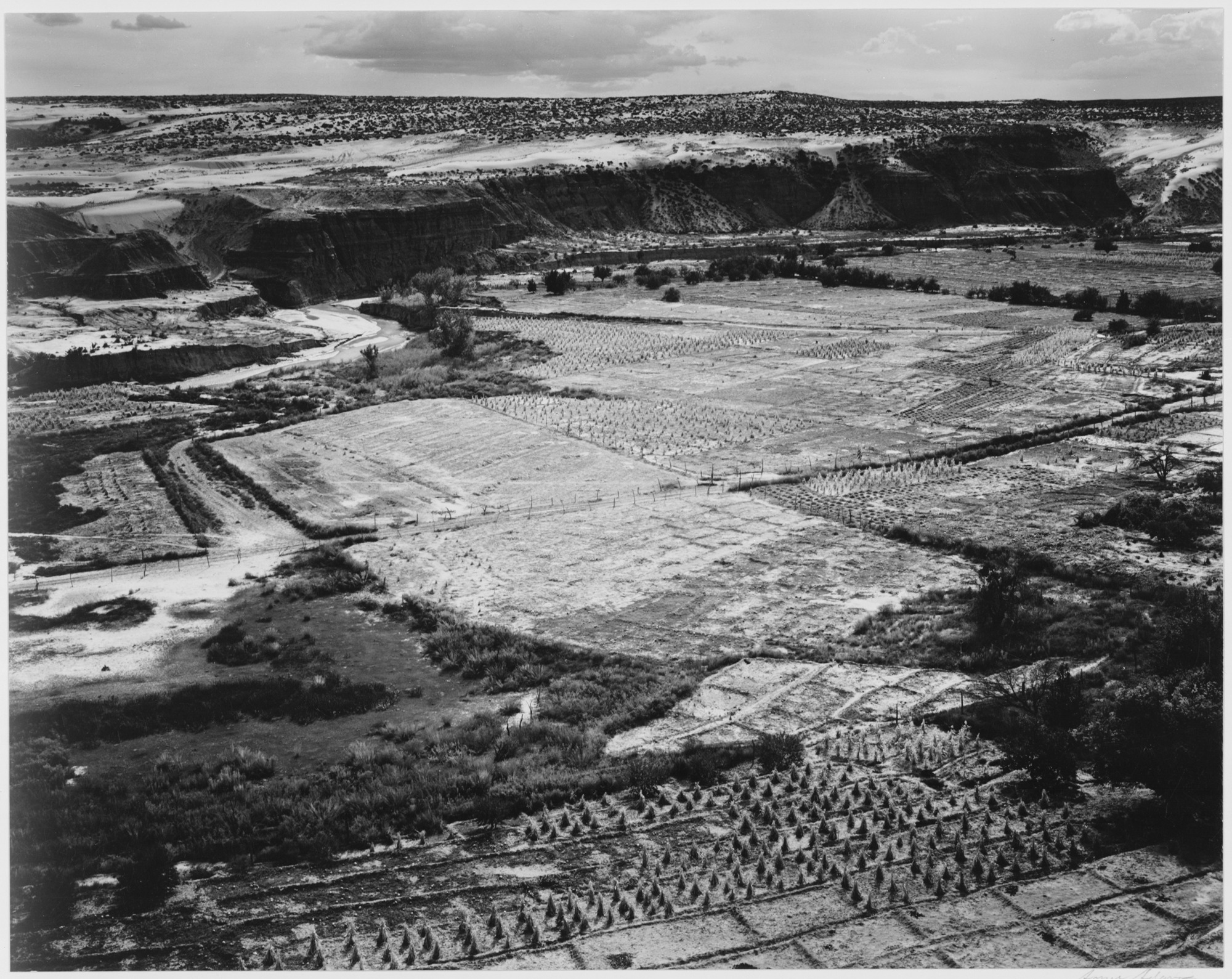
Кукурудзяні поля індіанських ферм в Туба-Сіті у 1941 р.

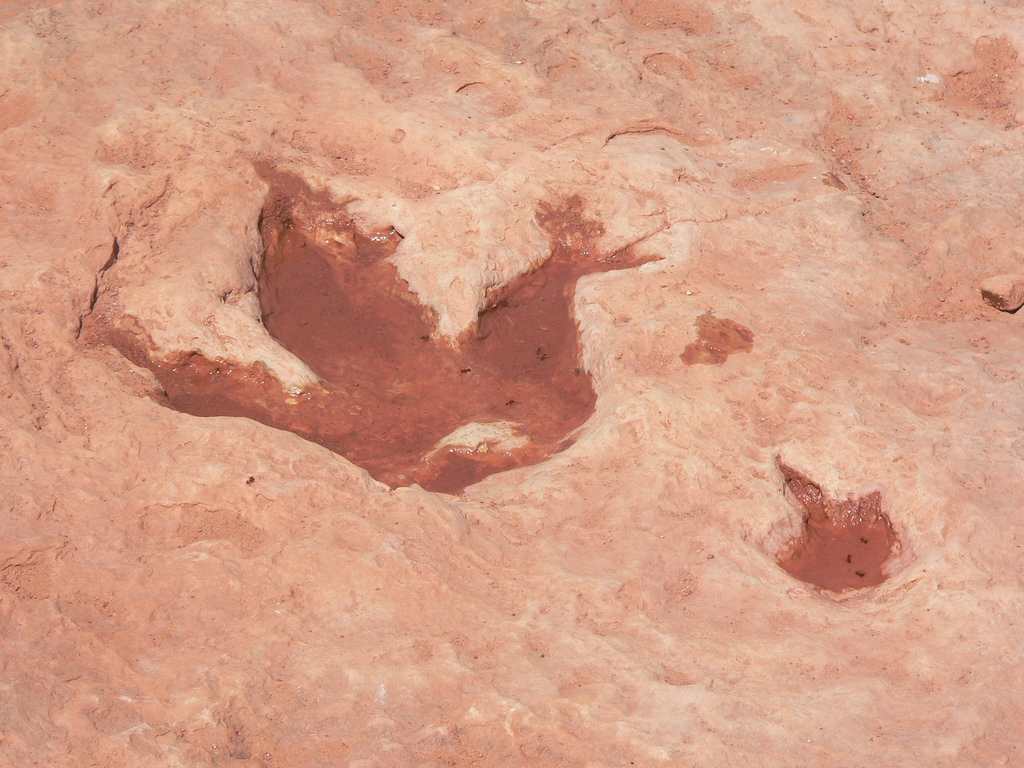
Слід динозавра поблизу Туба-Сіті

Згідно з переписом 2010 року, у переписній місцевості мешкало 8611 особа в 2249 домогосподарствах у складі 1796 родин. Густота населення становила 370 осіб/км².  Було 2465 помешкань (106/км²).
Расовий склад населення:
| - 92,4 % — корінних американців - 4,4 % — білих - 0,8 % — азіатів - 0,3 % — чорних або афроамериканців |

До двох чи більше рас належало 1,7 %. Частка іспаномовних становила 3,3 % від усіх жителів.
За віковим діапазоном населення розподілялося таким чином: 34,5 % — особи молодші 18 років, 58,6 % — особи у віці 18—64 років, 6,9 % — особи у віці 65 років та старші. Медіана віку мешканця становила 27,0 року. На 100 осіб жіночої статі у переписній місцевості припадало 90,7 чоловіків;  на 100 жінок у віці від 18 років та старших — 85,7 чоловіків також старших 18 років.
Середній дохід на одне домашнє господарство  становив 56 016 доларів США (медіана — 47 091), а середній дохід на одну сім'ю — 55 479 доларів (медіана — 46 520). Медіана доходів становила 41 782 долари для чоловіків та 35 920 доларів для жінок. За межею бідності перебувало 32,4 % осіб, у тому числі 36,1 % дітей у віці до 18 років та 33,4 % осіб у віці 65 років та старших.
Цивільне працевлаштоване населення становило 3593 особи. Основні галузі зайнятості: освіта, охорона здоров'я та соціальна допомога — 48,0 %, мистецтво, розваги та відпочинок — 17,1 %, публічна адміністрація — 10,2 %, роздрібна торгівля — 5,8 %.